# Білоярська сільська рада (Щучанський район)
Білоя́рська сільська рада (рос. Белоярский сельский совет) — сільське поселення у складі Щучанського району Курганської області Росії.
Адміністративний центр — село Білоярське.
Населення сільського поселення становить 858 осіб (2017; 1071 у 2010, 1258 у 2002).

## Склад
До складу сільського поселення входять:
| Населений пункт          | Населення, осіб (2002) | Населення, осіб (2010) |
| ------------------------ | ---------------------- | ---------------------- |
| Білоярське, село         | 629                    | 500                    |
| Косулино, присілок       | 271                    | 251                    |
| Красноярське, присілок   | 225                    | 225                    |
| Часниковка 1-а, присілок | 133                    | 95                     |